# Friedrich Materna
Friedrich Materna (21 de junio de 1885 - 11 de noviembre de 1946) fue un general en el Bundesheer (Ejército Federal Austríaco) en la década de 1930 y en la Wehrmacht alemana durante la II Guerra Mundial.
Se convirtió en mayor general del Ejército austríaco en 1935 y también formó parte del Bundesministerium für Landesverteidigung (Ministerio Federal de Defensa), en el que actuó de Jefe del Departamento de Entrenamiento.
Después del Anschluss fue incorporado a la Wehrmacht, donde entre 1938 y 1940, comandó la 45.ª División de Infantería. Entre 1940 y 1942 comandó el XX Cuerpo de Ejército, y entre 1942 y 1943 el Distrito Militar XVII.
Entre 1943 y 1944 ocupó un puesto en la reserva y en 1944 se retiró del Ejército. Murió en 1946.

## Condecoraciones
- Cruz de Hierro (1939) 2ª y 1ª Clase
- Cruz Alemana en Oro (15 de diciembre de 1942)
- Cruz de Caballero de la Cruz de Hierro el 5 de agosto de 1940 como Generalleutnant y comandante de la 45. Infanterie-Division[1][2]